# 탕가일구

방글라데시 탕가일구

탕가일구(벵골어: টাঙ্গাইল জেলা)는 방글라데시의 중앙 지역에 있는 지역이다. 파키스탄 독재 시절 마이멘싱구의 3분의 1을 차지하기 전까지는 전국에서 작은 모하쿠마였다. 1969년 탕가일 모호쿠마가 마이멘싱구에서 획득한 237km2의 땅과 3,177km2의 땅을 탕가일 모호쿠마가 만들었다. 면적으로는 다카주에서 가장 큰 구이며 인구로는 다카구에 이어 두 번째로 큰 구이다. 탕가일구의 인구는 약 380만 명이고 면적은 3,414.28 평방 킬로미터이다. 이 지역의 주요 도시는 탕가일이다. 북쪽으로는 자말푸르구, 남쪽으로는 다카구와 마니크간지구, 동쪽으로는 마이멘싱구와 가지푸르구, 서쪽으로는 시라지간지구에 둘러싸여 있다.

## 역사
1969년까지 탕가일은 마이멘싱구의 큰 일부였다. 1969년에 탕가일구가 설립되었다. 탕가일구는 탕가일 모호쿠마가 마이멘싱구로부터 획득한 237 평방 킬로미터의 땅과 3177 평방 킬로미터의 땅으로 만들어졌다. 탕가일 지역을 가로지르는 주요 강은 자무나강, 달레스와리강, 제나이강, 방시강, 루하장강, 랑굴리아강, 롱자니강, 주니강, 풀리강, 포티크자니강, 투라그강이다.

## 행정부
탕가일 행정 구역은 1870년에 설립되었고, 1969년 12월 1일에 구로 개편되었다. 11개 지방 자치체, 108개 구, 109개 유니언 교구, 2516개 마을로 구성되어 있다.

## 인구
| 연도     | 인구      | ±% p.a. |
| -------- | --------- | ------- |
| 1974     | 2,077,924 | —       |
| 1981     | 2,442,607 | +2.34%  |
| 1991     | 3,002,428 | +2.08%  |
| 2001     | 3,290,696 | +0.92%  |
| 2011     | 3,605,083 | +0.92%  |
| 2022     | 4,037,608 | +1.04%  |
| Sources: |           |         |

2011년 방글라데시 인구 조사에 따르면 탕가일구의 인구는 3,605,083명이며, 이 중 1,757,370명은 남성이고 1,847,713명은 여성이다. 농촌 인구는 306만 1,298명(84.92%), 도시 인구는 54만 3,785명(15.08%)이었다. 탕가일구의 문맹률은 남성 50.01%, 여성 43.77%로 7세 이상 인구의 문맹률은 46.79%였다.

## 경제
2011년 기준으로 탕가일구의 평균 문맹률은 47.8%이며, 남성은 50%, 여성은 43.8%이다.
방글라데시 독립 전쟁 이전에, 몇몇 교육 기관들은 탕가일구의 저명한 사람들에 의해 설립되었다. 산토시 자흐나비 고등학교는 1870년에 설립되었다. 탕가일구에서 가장 오래된 학교이며, 마이멘싱구에서 두 번째로 오래된 학교이다. 1880년에 빈두바시니 고등학교가 설립되었고 1882년 빈두바시니 고등학교가 설립되었고, 둘 다 탕가일구 시내에 있다. 이 학교들은 국가적으로 보상을 받는 이중 교대 학교들이다.